# Weichinger Károly
Weichinger Károly (Győr, 1893. október 12. – Budapest, 1982. január 25.) Kossuth-díjas magyar építész, egyetemi tanár, a műszaki tudományok doktora.

## Életpályája
Már győri diák korában kezdett foglalkozni a magyar népművészettel, a környező falvakban gyűjtött és rajzolt népi építészeti elemeket. Ezeket későbbi munkáiban részben fel is használta. Egyetemi tanulmányait a Budapesti Királyi József Nádor Műegyetemen végezte el 1920-ban. 1921-től 1944-ig az Országos Iparművészeti Iskola, építész tanszékét vezette. Épületszerkezettant, építészeti alaktant és rajzolást, valamint egy általa bevezetett új tárgyat, építészeti akvarellfestést tanított, melyet maga is sikeresen művelt. (A Nemzeti Szalonban volt kiállítása). Ebben az időben két évig a Műegyetemen is tanított. 1945-ben a Budapesti Műszaki Egyetem Városépítési Tanszékének, majd 1946-tól 1969-ig, nyugdíjazásáig, a Középülettervezési Tanszék vezetője. Nyugdíjazása után is aktívan dolgozott és folytatta szakértői tevékenységét.
Weichinger - tanszékvezetői egyetemi tanársága alatt - a maga köré szervezett jó képességű oktatókkal együtt számos tehetséges építészgenerációt nevelt ki. Többek között a Középülettervezési Tanszéken diplomázott Jurcsik Károly, Gulyás Zoltán, Finta József stb., azaz az elmúlt ötven év sikeres és tehetséges építészeinek nagy része. Tudományos tevékenységet is folytatott, ennek tárgya az „esztétikai kategóriák vizsgálata az építőművészeti és mérnöki alkotásban” volt. Tagja volt több nemzetközi bíráló bizottságnak is.
Egyetemi tanársága mellett jelentős és maradandó építészeti, szakértői és tudományos tevékenysége is volt. Tervezői munkásságából néhány példa: 1928-ban Pécs város szabályozására kiirt pályázaton - Dörre Endrével és Kőszeghy Gyulával - készített terve I. díjat nyert. (egyes elemei meg is valósultak). 1929-ben - Dörrével - megnyerte a Győr városrendezésére kiirt tervpályázatot. Az 1930-as években családi házakat is tervezett, mint például a műemléki védettségű Budapest II. kerület Napraforgó utca 18. sz. villát, és a XI. kerületi Törcsvár utca 20 sz. lakóházat. Jelentős a középület és templomtervezői munkássága is. Többek között nevéhez fűződik a pécsi temetőkápolna és a Pálos templom, a budapesti Pálos kolostor a Gellérthegy lábánál, illetve a Szilágyi Erzsébet Gimnázium a Mészáros utcában.
Több pályázaton is I. díjat nyert, a már említett pécsi és győri város-rendezési tervpályázaton felül 1940-ben a Budapesti Központi Városháza, 1951-ben a moszkvai Mezőgazdasági Kiállítás magyar pavilonja, 1953-ban a Budapesti Műszaki Egyetem és 1956-57-ben a Pesti Vigadó újjáépítési tervével.
Oktatói és tervezési munkája mellett szakértői és publikációs tevékenységet is folytatott. Iparművészeti és belsőépítészeti munkássága is jelentős volt.

## Munkái

### Tervezett és megvalósult épületei

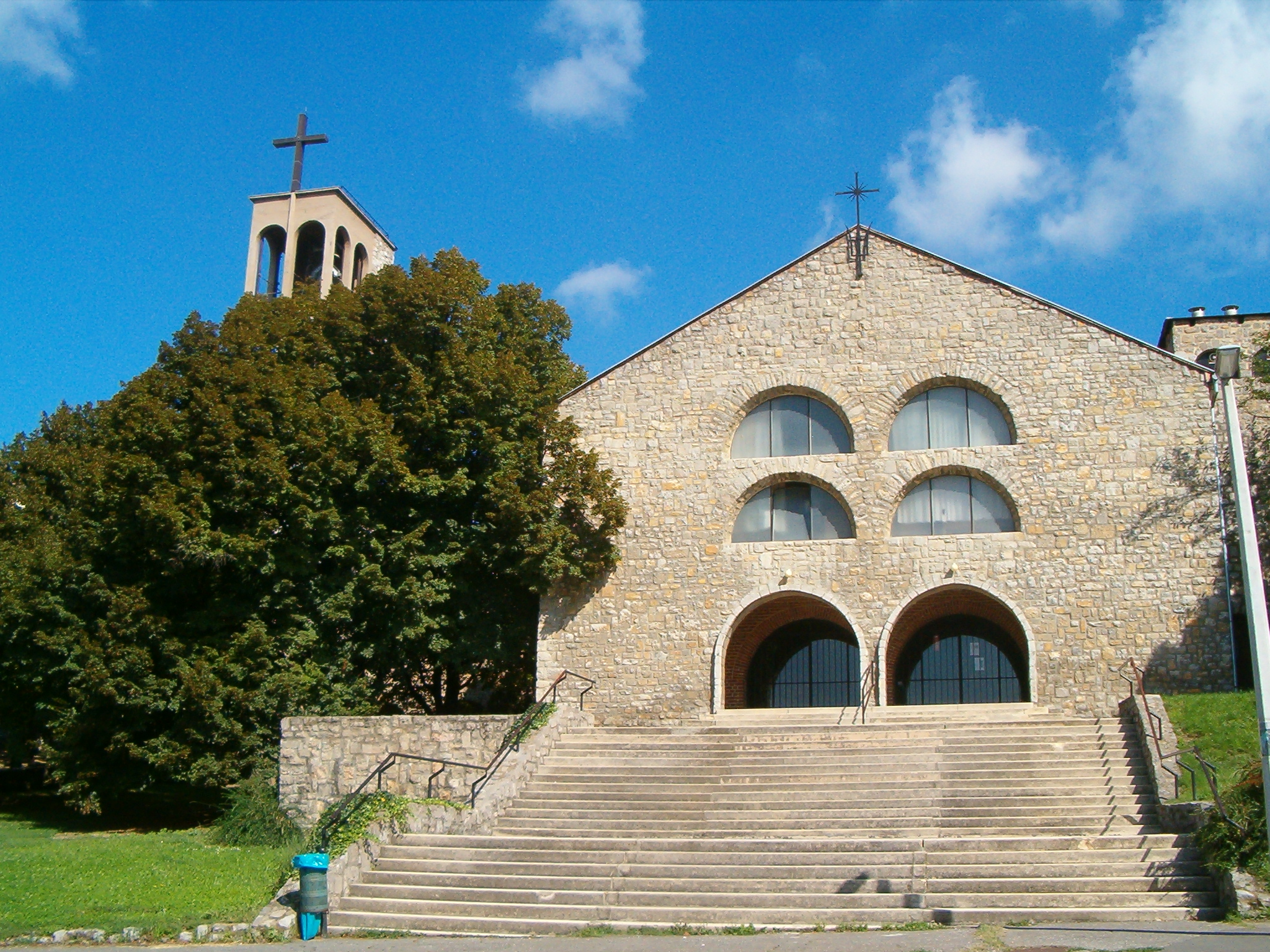
A pécsi pálos templom főhomlokzata (1937)

- 1929. Prohászka Ottokár emléktemplom terve
- 1929. Hajdúszoboszlói gyógyfürdő terve
- 1930. Budapest, XIII. Szegedi út 60. lakóház
- 1931. Budapest, II. Napraforgó utca 18. családi ház (a Napraforgó utcai kísérleti lakótelepen)
- 1932. Budapest, II. Bimbó út 61. családi ház
- 1932. Budapest, XI. Törcsvár utca 20. családi ház
- 1932 - 1934. Pécs. Temetőkápolna. (Nendtvich Andorral)
- 1933. Árpádhíd, Óbudai hídfő rendezési terve
- 1934. Budapest, Gellért rkp. 1. Pálos kolostor
- 1934. Budapest - Kelenvölgy. Kápolna. (1930-ból Kelenvölgybe templomterv készült)
- 1935. Budapest központjának kialakítási terve, a Nemzeti Színház elhelyezése és a Városháza kiépítése
- 1935. Balatonöszöd. Fürdőtelepi kápolna
- 1935 - 1936. Budapest, I. Mészáros út 5. Szilágyi Erzsébet gimnázium és óvoda. (Hübner Tiborral)
- 1936. Pécsi Uránia mozi. (Nendtvich Andorral és Visy Zoltánnal)
- 1936. Pécs. Belvárosi templom átépítésének terve
- 1937. Pécs - Mecsekalja. Pálos templom
- 1937. Leányfalu. Nyaraló
- 1938. Pécs. Rendőrségi székház terve
- 1938. Debrecen. Tisza István Egyetem terve
- 1938. Berlin. Nemzetközi Kézművesipari Kiállítás. Magyar csárda
- 1938 - 1939. Budapest - Városliget. Kertészeti Kiállítási csarnok
- 1938 - 1939. New York-i Világkiállítás. Magyar pavilon. (Olgyay Aladárral)
- 1939. Hajdúszoboszló. Kultúrház terve
- 1940. Budapest - Csepel. Iparos üdülő terve
- 1941 - 1942. Palotailvai irodaház terv
- 1941 - 1942. Budapest, XII. Normafa út 48. családi ház terve
- 1942 - 1944. Budapest - Csepel. Lazarista templom és rendház terve
- 1943. Zenta. Szent István templom terve. (Möller Istvánnal)
- 1944 - 1945. Székesfehérvár - Öreghegyi római katolikus plébániatemplom terve
- 1945. Budapest,?. Werbőczy út ?. USA Nagykövetség lakóháztervek
- 1949. Szombathely. Szőlősvárosi templom terve
- 1952. Budapest - Csepel. Pártház
- 1961. Budapest, VI. Liszt Ferenc tér 6. Lakóház (Virág Csabával)
- 1968. Budapest, XI. Gyopár utca 1. Társasház terve

### I. díjas pályaművei
- 1928. Pécs város szabályozási terve (Dörre Endrével és Kőszeghy Gyulával)
- 1929. Győr városrendezési pályázat (Dörre Endrével)
- 1940. Budapest Központi Városháza bővítése (Kertész K. Róberttel)
- 1951. Moszkvai Mezőgazdasági Kiállítás. Magyar pavilon
- 1953. Budapesti Építőipari Műszaki Egyetem (Rados Jenővel)
- 1956 - 1957. Pesti Vigadó újjáépítési terve (Jurcsik Károllyal és Virág Csabával)

### Emlékművei
- 1925. I. világháborús hősi emlékművek tervei
- 1932. Budapest - Városliget. Arany János emlékpad.Szobrász: Reményi József (elpusztult)
- 1934. Pécs. Széchenyi tér. Szerb megszállás alóli felszabadulás emlékműve Köztérkép.hu
- 1934. Budai Vár. Erdélyi 2-es huszárok emlékműve[6]
- 1943. Székesfehérvár. Prohászka Ottokár emlékmű.[7]
- 1965. Budapest, XIV. Dózsa György út Felvonulási tér. Lenin.[8] (lebontva: 1989-90).

### Fontosabb publikációi
- 1928. Az ideális családi ház. Budapest
- 1963. Közlekedési építmények építészeti és esztétikai vonatkozásai. Budapest
- 1978/9. Egy építész számvetése. Budapest
- 1987/4. Szobor keresi a helyét, hely keresi a szobrát

## Emlékezete

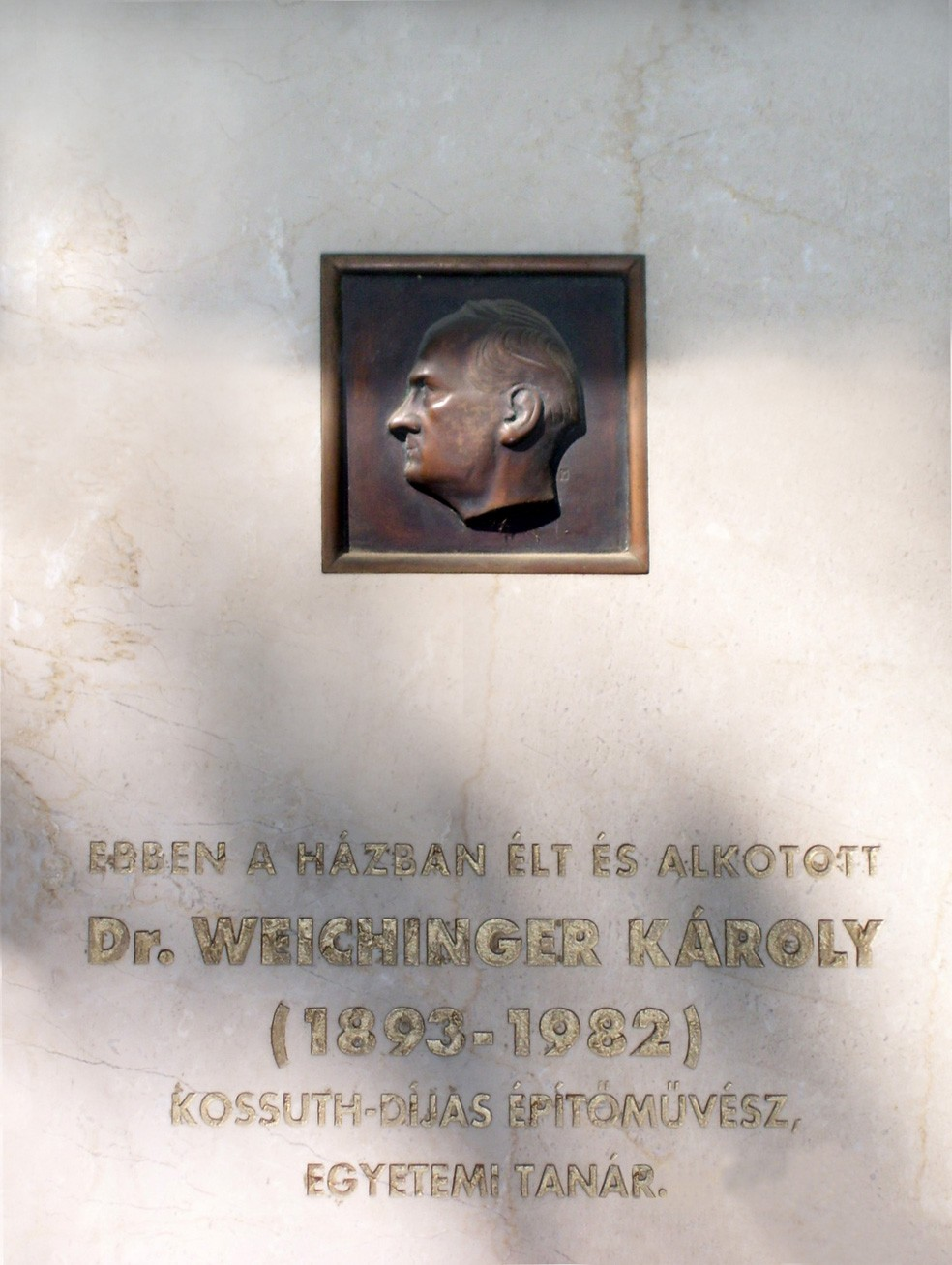
Emléktáblája Budapesten

- 1940. New York díszpolgára. (a New York-i Világkiállítás Magyar Pavilonjáért)
- 1954. Kossuth-díj Archiválva 2008. április 3-i dátummal a Wayback Machine-ben [9]
- 1976. A műszaki tudományok doktora
- 1983. Budapesti Műszaki Egyetem emlékérem.
- 1994. június 17-étől, augusztus 28-áig. "Weichinger Károly (1893-1982) és Rimanóczy Gyula (1903-1958) építészek emlék kiállítása. (Országos Műemlékvédelmi Hivatal. MAGYAR ÉPÍTÉSZETI MÚZEUM).

- Csete György: PROFESSZOR ÚR.
- Polonyi Károly: EMLÉKEZÉS WEICHINGER KÁROLYRA.
- Weichinger Károly: EGY ÉPÍTÉSZ SZÁMVETÉSE.
- Weichinger Károly emléktáblája. Budapest, XI. Mészöly utca 5 (szobrász: Weichinger Miklós 1998.)
- Posztumusz Ybl Miklós-díj 2010